# 趙潔瑩
趙潔瑩（英語：Tha Kien Ying，1990年10月27日—），出生于馬來西亞吉隆坡，在還沒參加2011年Astro新秀大賽時，她是在HELP University College修讀大眾傳播系，主修公關，同時也是在駐唱。在2011年參加馬來西亞Astro新秀大賽獲得亞軍，2011年7月開始赴台灣參加電視選秀節目第一屆《華人星光大道》，最終獲得「季軍」的成績。同时也获得人气王。最近她和Danny许佳麟，Justin吴宗翰成立了DJ2，一起翻唱著名歌手的歌曲，并且很受欢迎。同时趙潔瑩自己也翻唱許多歌曲，也大受歡迎。後因為 MY FM的駐守主持人（Jeff 陳浩然）已經辭職，而空缺的位置交由趙潔瑩來頂替，因此她戒掉了夜生活，去做了《阳光灿烂》电台节目主播。最後在2021年，MY DJ林德榮為了給趙潔瑩有一個自己節目的機會，正式退出陽光幫，創立另一檔電台節目《ON啦餵》當主持人。在2024年5月10日，趙潔瑩在 Zepp Kuala Lumpur舉辦了首場 《OK FINE》個人音樂會。

## 華人星光大道第一屆比賽過程
| 集序 | 首播日期   | 比賽主題                             | 演唱曲目                       | 原唱者              | 分數 | 備註                                       |
| ---- | ---------- | ------------------------------------ | ------------------------------ | ------------------- | ---- | ------------------------------------------ |
| 02   | 2011/7/10  | 新聲資格決定賽(下)                   | 真實                           | 張惠妹              | 過關 | 4顆星                                      |
| 04   | 2011/7/24  | 生死激鬥一對一PK賽(下)               | 夢一場                         | 那英                | 19   | 勝戴瑀慧（17分）                           |
| 05   | 2011/7/31  | 適者生存雙人合唱PK殊死賽             | Billie Jean(與顔慧萍合唱)      | Michael Jackson     | 23   | 敗顔慧萍(24分)                             |
| 06   | 2011/8/7   | 衝破逆境三選一抗壓賽                 | 掉了                           | 張惠妹              | 22   | 勝王舒婷（15分）勝関吉吉                   |
| 07   | 2011/8/14  | 挑戰經典 華語巨星熱門金曲            | 對不起 謝謝                    | 陳奕迅              | 24   | 過關                                       |
| 08   | 2011/8/21  | 劉家昌老師作品挑戰賽                 | 揚帆                           | 陽帆                | 20   | 過關                                       |
| 10   | 2011/9/4   | 合作無間分組對抗考驗賽               | Marry You（與黃捷合唱）        | Bruno Mars          | 21   | 敗黎謙與王翎蓓（22分）                     |
| 11   | 2011/9/11  | 撼動人心用歌聲說故事                 | 逆光                           | 孫燕姿              | 19   | 過關                                       |
| 12   | 2011/9/18  | 大改造我的主打歌                     | K歌之王                        | 陳奕迅              | 16   | 失敗                                       |
| 13   | 2011/9/25  | 時光飛逝年代經典金曲挑戰賽           | 夜上海                         | 周璇                | 20   | 過關                                       |
| 14   | 2011/10/2  | 舞力全開 肢體考驗挑戰賽              | OREA                           | 鍾漢良              | 21   | 過關                                       |
| 15   | 2011/10/9  | 翻開回憶記憶中的民歌年代             | 雨中即景                       | 王夢麟              | 23   | 過關                                       |
| 16   | 2011/10/16 | 回味經典向音樂大師陳志遠致敬         | 跟著感覺走                     | 蘇芮                | 16   | 失敗                                       |
| 17   | 2011/10/23 | 閃亮的日子音樂教父羅大佑的曠世戀曲   | 你的樣子                       | 羅大佑              | 18   | 過關                                       |
| 18   | 2011/10/30 | 精采絕倫笑果十足歌中劇初體驗         | 霍元甲（與黃俊融合作[我相信]） | 周杰倫              | 27   | 過關                                       |
| 19   | 2011/11/6  | 藝同飆唱最終十強決定賽               | 稻香（與學長吳忠明合唱）       | 周杰倫              | 20   | 過關                                       |
| 20   | 2011/11/13 | 強敵來襲生死拚搏踢館賽               | What's Up                      | 4 Non Blondes       | 24   | 敗林俊逸（25分）                           |
| 21   | 2011/11/20 | 全力反擊生死拚搏踢館賽               | 失落沙洲                       | 徐佳瑩              | 19   | 敗王睿（22分）                             |
| 22   | 2011/11/27 | 杀出重围生死拼搏踢館賽               | 彩虹                           | 阿密特              | 27   | 清唱PK 敗劉漢傑（3:2)                      |
| 23   | 2011/12/4  | 絕處逢生生死拚搏踢館賽               | Just The Way You Are           | Bruno Mars          | 25   | 勝平安（24分）                             |
| 24   | 2011/12/11 | 积分赛1：背水一战 踢馆魔王震撼教育   | Breakaway                      | Kelly Clarkson      | 24   | 清唱PK 敗黃燕欣（3:2）積分 = 24            |
| 25   | 2011/12/18 | 積分賽2：第一輪：曲風改編挑戰賽      | 光輝歲月                       | Beyond              | 20   | 積分 24 + 20 = 44                          |
| 25   | 2011/12/18 | 積分賽2: 第二輪：藝文團體合作賽      | Grenade + 自由                 | Bruno Mars + 張震嶽 | 29   | 伴奏：Sirens人聲樂團 積分24 + 20 + 29 = 73 |
| 26   | 2011/12/25 | 積分賽3: 第一輪：選秀熱門金曲        | 我愛你                         | 盧廣仲              | 25   | 積分24 + 20 + 29 + 25 = 98                 |
| 26   | 2011/12/25 | 積分賽3: 第二輪：我的偶像組曲        | 謝謝儂＋愛是懷疑               | 陳奕迅              | 26   | 積分24 + 20 + 29 + 25 + 26 = 124           |
| 27   | 2012/01/01 | 積分賽Ⅳ: 全力衝刺:2011新曲挑戰       | 星空                           | 五月天              | 22   | 目前積分146分                              |
| 27   | 2012/01/01 | 積分賽Ⅳ:全力衝刺:偶像引領 往決賽邁進 | 美好時光                       | 光良                | 27   | 與光良合唱 總積分173分                     |
| 28   | 2012/01/08 | 第一回合 : 總冠軍賽                  | 頭髮亂了                       | 张学友              | 25   | 目前積分198分                              |
| 28   | 2012/01/08 | 第二回合 : 總冠軍賽                  | That's The Way It Is           | Celine Dion         | 23   | 加權總成績：24.2分 季軍                    |

## 中視特別節目演出
| 播出時間   | 演唱歌曲                | 分數   | 備註                                                                                           |
| ---------- | ----------------------- | ------ | ---------------------------------------------------------------------------------------------- |
| 2012/01/15 | 我的未來不是夢 / 張雨生 | 22     | 特別企劃「決戰星世代」非唱不可熱門金曲-華星六強與學長姐同台歡樂飆歌                            |
| 2012/01/22 | 聽袁惟仁彈吉他 / S.H.E  | 4-1勝  | 龍騰虎躍101(除夕特別節目)，趙潔瑩+顏慧萍+關詩敏 勝 黃凱欣+黎謙+黃捷 - 笨小孩                   |
| 2012/01/22 | 瀟灑小姐 / 蕭亞軒       | 1-4敗  | 龍騰虎躍101(除夕特別節目)，趙潔瑩+關詩敏+顏慧萍+葉瑋庭+賴聖恩 敗 JPM 男子漢 - 月球漫步         |
| 2012/01/29 | 第一天 / 孫燕姿         | 20滿分 | 特別企劃「決戰星世代」),主題:動感High歌: 趙潔瑩演唱動感歌曲,又唱又跳High到連主持人也跟著跳起來 |

## 音樂作品

### 合唱
- 2011年 Astro 新秀大賽 主題曲 《飛》
- 2012年 《MY Astro 開心樂龍龍》賀歲專輯 【開心樂龍龍】(春風吻上我的臉)
- 2012年 Astro 本地圈《愛Show出來》雙親節活動，主題曲《為愛出發》，跟 顏慧萍 合唱
- 2012年 8月 跟顏慧萍合體發單曲 EP《BFF》
- 2012年 Astro 本地圈 主題曲 《在這裡》
- 2013年 《MY Astro 全民過年 Ulala》賀歲專輯 【全民賀歲 Ulala】， 【鴻運當頭 / 招財進寶】和【得意洋洋】
- 2014年 《MY Astro 馬力全開慶豐年》賀歲專輯 【夢想動起來】 和 【新鮮】
- 2014年 Astro 本地圈《十年本地圈主題曲精選》合輯 《夢飛揚》
- 2014年 The Divas Project《我們的故事》合輯 《我們的故事》《花言巧語》《崇拜》和《膽小鬼》
- 2014年 邦咯海岛节主题曲《Everyday》
- 2015年 《MY Astro 嘻嘻哈哈喜洋洋》賀歲專輯 【嘻嘻哈哈喜洋洋】和【春風吻上誰的臉】
- 2016年 跟 劉界輝、林家冰、曾耀祖合唱《聖誕狂想曲》
- 2019年 《萬象更新 勇氣棒嘟嘟》賀歲專輯 【勇氣棒嘟嘟】 和 【開心過年】
- 2020年 《迎新來 Say Cheese 好運鼠於你》賀歲專輯 【好運鼠於你】 和 【祝你Happy New Year】
- 2020年 跟 劉界輝、黃毓敏、曾潔鈺、周奕斌 合唱 《每一個今天》
- 2021年 《心連心希望 元氣滿滿Moo Moo噠》賀歲專輯 【元氣滿滿Moo Moo噠】、【今年全Cow你】和 【年盼】
- 2021年 跟 劉界輝，Uriah 徐凱，Jeryl 李佩玲 合唱新春賀歲歌曲 - 《微笑幸福年》
- 2021年 MY FM 聖誕歌 《好玩聖誕》
- 2022年 《Ü虎加把勁 家家萬事興》賀歲專輯 【Ü虎加把勁】、【虎虎 Gongxi Bersama】和【虎你過好年】
- 2022年 《樂樂夥伴》主題曲 《All We Have Is Now》
- 2023年 《一躍前進 旺兔GOLD!》賀歲專輯【旺兔 GOLD】、【噼里啪啦過好年】和【一起來過新年】
- 2023年 MY FM 主題曲 《每個日常》
- 2024年 《開心龍龍Way》賀歲專輯 【Happy龍龍Way】和【有福】
- 2024年 MY FM BIG SHOW 《好玩樂園》主題曲 【THE BIG SHOW】
- 2024年 《歌手崛起吧!》主題曲 《快樂飛鳥》
- 2025年 《喜樂樂 SHARE豐年》 賀歲專輯 【SHARE豐年】和 【魔法新年】

### 独唱
- 2013年4月28日 發行首張個人單曲《眼淚碰石頭》
- 2016年10月27日 發行第二張個人單曲《這是你要的嗎？》
- 2017年12月8日 MY 臉書發佈 電影《波士糖仔》電影歌曲 《幸福的理由》 （Just Good Entertainment YouTube 2017年12月18日 發佈）
- 2018年9月9日 發佈個人單曲 《怕什麼》（Just Good Entertainment Youtube)
- 2020年6月1日《野孩子》（聲音獵人 第六集: 流浪狗原創歌曲）
- 2023年7月31日 發佈個人單曲 《如果那時候我》
- 2024年4月1日 發佈個人單曲 《不敢哭的人》
- 2024年5月9日 發佈個人單曲 《OK FINE》
- 2024年11月13日 發佈個人單曲 《我就不跟你說加油了》

### 創作
- 2016年 作曲《聖誕狂想曲》
- 2017年 作曲《窩》（電影歌曲《波士糖仔》）
- 2020年 作曲《野孩子》（声音猎人 原创人文纪实节目 第六集《野孩子》）
- 2021年 作曲《心连心希望 元气满满 Moo Moo 哒》贺岁专辑 《牛 Year 越来越好》
- 2021年 作曲《微笑幸福年》
- 2021年 作曲《All We Have Is Now》（飯盒頻道《樂樂夥伴》主題曲）
- 2021年 作曲《好玩聖誕》（MY 聖誕歌)
- 2021年 作曲《Untukmu》（Collective Sounds - The Journey Home)
- 2021年 作曲《一起胡鬧》（AMM 亞洲心動娛樂 《仙家插班生》主題曲)
- 2022年 作曲《閃耀的我們 Kita Bersinar》（《我們的演唱會》主題曲）
- 2023年 作曲《一帆風順，You Too Too》(盛泰國際 新年歌)
- 2023年 作曲《如果那時候我》
- 2023年 作曲《每個日常》（MY 主题曲)
- 2024年 作曲 《不敢哭的人》
- 2024年 作曲 《OK FINE》
- 2024年 作曲 《THE BIG SHOW》(MY FM BIG SHOW《好玩樂園》主題曲)
- 2024年 作曲 《我就不跟你說加油了》
- 2024年 作曲 《Hoho Christmas》

## 主持節目
- Astro新秀大赛2012主持：趙潔瑩 & 萧慧敏 [8]
- 用马来西亚的天气来说爱你 Malaysian Music 2012
- 飯盒頻道 FUNHUB 《樂樂夥伴 Music Buddy》
- MY FM 《喝了再说》

## 電視節目
2020年  Astro 人文紀實節目《聲音獵人》第六集 野孩子
2021年 Astro 《誰是健康之霸?》第十一集
2021年 《484狂瘋會》 第九集
2024年 《A咖贏家》(馬來西亞版) 第一集
2024年  Astro 《音樂有你》第五集
2024年 《歌手崛起吧!》

## 戲劇
| 年份   | 片名     | 角色   |
| 2013年 | 武林歌手 | 趙瑩瑩 |
| 2017年 | 波士糖仔 | 御林军 |

## 电台主持
| 節目名稱                | 频道  | 時間                                                 |
| ----------------------- | ----- | ---------------------------------------------------- |
| 《MY FM ON啦餵》        | MY FM | 每逢星期一到星期五, 1pm - 4pm                        |
| 《MY FM RIM勁爆排行榜》 | MY FM | 每逢星期六, 6pm - 7pm ,每逢星期日, 9pm -10 pm (重播) |

## 公益活動
- 2013年至今     南洋報業基金志趣大使 [9]
- 2013年         飢餓30倒數演唱會表演嘉賓
- 2016年         飢餓30倒數演唱會表演嘉賓
- 2017年         飢餓30倒數演唱會表演嘉賓
- 2022年        飢餓30倒數演唱會表演嘉賓
- 2018年         十大義演表演嘉賓
- 2019年         十大義演表演嘉賓
- 2023年         十大義演表演嘉賓

## 獎項
- Uonline Talentine 2011 - 未来之星 (Future Star Award) [10]
- 2011年馬來西亞Astro新秀大賽 - 亞軍
- 2011年馬來西亞Astro新秀大賽 - 我的至爱新秀
- 2012年：第一屆華人星光大道 - 星光人氣王（11136票）[11]
- 2012年：第一屆華人星光大道 - 季軍 [12]
- 2013年：第四届《MY Astro至尊流行榜頒獎典禮》 - 以【BFF】團體獲得三個獎項 - 至尊單曲《BFF》, 至尊新人（大馬）, 至尊金曲《BFF》
- 2013年：2013《Neway K歌榜颁奖典礼》- 获得三个奖项 - 我最喜爱杰出新人奖（银奖），Neway10大热门本地K歌奖：《BFF》、《眼泪碰石头》
- 2014年：Red Box & Green Box Karaoke - 2013年最高點播率Ｋ歌20強《眼淚碰石頭》
- 2015年：2015年第十三屆《馬來西亞娛協獎頒獎典禮》 - 以【BFF】團體獲得二個獎項 - 最受歡迎K歌獎（銀獎）《BFF》, 十大原創歌曲獎（本地組）《BFF》
- 2017年: 2017《Neway K歌榜頒獎典禮》- Neway十大MV獎：《这是你要的吗?》
- 2025年: 《MY FM 好玩盛典》- 年度 Top 10 歌曲 《我就不跟你說加油了》
- 2025年: 第1屆《八度空間 CUCKOO 最霸娛樂盛典》- 三十大最霸藝人獎

## 外部連結
- 臉書： JieYing趙潔瑩 （页面存档备份，存于）
- 赵洁莹微博（個人）
- Instagram : jieying_tha （页面存档备份，存于）
- 趙潔瑩JieYingTha 優酷  （页面存档备份，存于）
- JY Tha Youtube

（页面存档备份，存于）
- JieYing赵洁莹 (JY Team Studio) YouTube （页面存档备份，存于）
- 美拍：JieYing趙潔瑩 （页面存档备份，存于）
- 小红书：赵洁莹老赵
- 赵洁莹 个人网站 （页面存档备份，存于）